# حملات كسروان (1292–1305)
حملات كسروان(1292–1305): هي سلسلة من الحملات العسكرية المملوكية ضد متسلقي جبال كسروان، وكذلك المناطق المجاورة لـجبيل والجرد في جبل لبنان. تم شن الهجمات في أعوام 1292 و1300 و1305. وكان متسلقو الجبال من المسلمين الشيعة والعلويين والموارنة ورجال قبائل الدروز؛ الذين تصرفوا تاريخياً بشكل مستقل عن أي سلطة مركزية. وقد حافظ الموارنة على وجه الخصوص على تعاون وثيق مع آخر دولة صليبية، كونتية طرابلس. بعد فتح طرابلس الشام على أيدي المماليك عام 1289، غالبًا ما كان متسلقو الجبال يقطعون الطريق الساحلي بين طرابلس وبيروت، مما أدى إلى أول حملة مملوكية عام 1292 تحت قيادة الـخديوي بيدرة. وفي تلك الحملة، كان المماليك، الذين انتشروا على طول الطريق الساحلي وانقطعوا عن بعضهم البعض في نقاط مختلفة، يتعرضون لمهاجمة مستمرة من قبل متسلقو الجبال، الذين صادروا أسلحتهم وخيولهم وأموالهم. ولم يسحب بيدرة رجاله إلا بعد دفع أموال لزعماء الجبل.
انطلقت الحملة الثانية عام 1300؛ لمعاقبة متسلقي الجبال لمهاجمتهم وسرقة قوات المماليك المنسحبة على طول الطريق الساحلي بعد هزيمتهم على يد الإلخانيين في معركة وادي الخزندار في العام السابق. وهزم والي دمشق آقوش الأفرَم المقاتلين الكسروانيين في عدد من الاشتباكات، وبعد ذلك تنازلوا وسلموا الأسلحة التي صادروها عام 1292 ودفعوا غرامة باهظة. أدى التمرد المستمر من قبل متسلقي الجبال إلى قيام آقوش بقيادة حملة عقابية نهائية ضد كسروان في عام 1305، والتي تسببت في خراب جسيم للقرى وقتل وتهجير جماعي لسكانها.
بعد الحملة الأخيرة، قام المماليك بتوطين رجال قبائل التركمان في الأجزاء الساحلية من كسروان؛ للحفاظ على وجود دائم ومباشر في المنطقة. كان أداء العلويين سيئًا بشكل خاص، ولم يعد يُذكر أنهم يسكنون كسروان في السجل التاريخي. ظلت الشيعة الإثنا عشرية أكبر طائفة، لكن أعدادهم لم تتحسن أبدًا. بينما تكبد الموارنة أيضاً خسائر بشرية ومادية فادحة، إلا أنهم لم يكونوا الأهداف الرئيسية للحملة. خلال الحكم العثماني المبكر (1516-1917)، أصبح الموارنة المجموعة الدينية السائدة في كسروان بسبب الهجرة هناك من شمال جبل لبنان. تمت رعاية مستوطنتهم من قبل بنو عساف حكام المنطقة التركمان.
في الروايات التاريخية اللبنانية الحديثة، كانت حملات كسروان مصدرًا للجدل بين المؤرخين من مختلف الطوائف الدينية. سعى كل من المؤرخين الموارنة والشيعة والدروز إلى التأكيد على دور طائفتهم، فوق بعضها البعض، في الدفاع عن استقلال كسروان عن المماليك الخارجيين. في كتابات المؤلفين المسلمين السنة، يتم تصوير المماليك على أنهم الدولة الإسلامية الشرعية؛ التي تعمل على دمج جبل لبنان في بقية العالم الإسلامي.

## خلفية
كسروان هي منطقة جبل لبنان الممتدة من بيروت جنوباً إلى نهر إبراهيم شمالاً. في القرن الثاني عشر كان سكانها قبليون ومختلطون دينيًا من المسيحيين الموارنة والمسلمين الشيعة الاثني عشر والعلويين والدروز.
المعلومات عن مسيحيي كسروان قبل القرن الثاني عشر شحيحة، رغم أنه كان من الواضح وجود مجتمع مسيحي منظم، ماروني على الأرجح، يحكمه زعماء القرية في القرن التاسع. تم التسامح مع مسيحيي جبل لبنان في ظل الخلفاء الأمويين في المشرق (660-750)، لكنهم أصبحوا مصدر شك للخلفاء العباسيين في العراق، الذين أطاحوا بالأمويين عام 750. بعد جبل لبنان عن الحكومة المركزية وتجدد الاعتداءات من قبل البيزنطيين، الذين يُنظر إليهم على أنهم حلفاء طبيعيون للمسيحيين، أثار مخاوف العباسيين. رداً على ذلك، قام العباسيون بتعيين أمراء مسلمين من قبيلة تنوخ في التلال المحيطة ببيروت، جنوب كسروان، لتعزيز سلطتهم في المنطقة في منتصف القرن الثامن. في ظل الحكم الإسلامي، تم تكليف المسيحيين بدفع الجزية، وهي شكل من أشكال ضريبة الرؤوس، على الرغم من أن جمعها الفعلي في جبل لبنان من المحتمل أن يتم على أساس غير متسق. ردًا على فرض الضرائب العباسية عام 759، ثار المسيحيون في منطقة مُنيطرة شمال كسروان مباشرة ضد الحكومة، بالتنسيق مع البيزنطيين. تم قمعها بشدة من قبل العباسيين مع وقوع خسائر فادحة في صفوف المتمردين وعمليات ترحيل واسعة النطاق. وتم السماح لعدد من المبعدين بالعودة بعد تدخل العلامة المسلم الأوزاعي البيروتي. المزيد من ثورات المسيحيين على الضرائب- مستوحاة من المكاسب العسكرية البيزنطية ضد الخلافة- حدثت في 791 و 845.

## تأريخ
تشير روايات المسلمين عن الحملات في القرنين الرابع عشر والخامس عشر إلى أن: المتمردين كانوا ينتمون إلى طوائف إسلامية غير تقليدية، أي الشيعة الاثني عشرية والعلويين والدروز. يتبع المؤرخون المعاصرون عمومًا السجلات الإسلامية المبكرة في تحديد المسلمين الشيعة كهدف رئيسي للحملات. يذكر وينتر أن حملات إخضاع متسلقي الجبال المتمردين في كسروان هي "بلا شك أشهر حادثة في تاريخ العلاقات المملوكية الشيعية". في حين أن المؤرخين المسلمين شبه المعاصرين لا يذكرون المسيحيين في رواياتهم عن الحملات، فإن المؤرخين الموارنة في العصر العثماني يؤكدون على هذه الحادثة؛ كمثال على مواجهة مجتمعهم ضد قمع السلطات الإسلامية. ويشير المؤرخ كمال الصليبي إلى أن: المسيحيين أصبحوا شريحة أكبر من سكان كسروان بعد الحملة، لكنهم "عانوا من الحملات بقدر ما عانى المسلمون غير المتعصبين". في تقييم المؤرخ ستيفان وينتر، لم يكن لـلحملات أي علاقة بالحماسة الدينية، وكان الدافع وراءها هو هجمات متسلقي الجبال ضد قوات المماليك في عامي 1292 و1300 والثورة على الضرائب في عام 1305.
الموارنة في القرن العشرين؛ للتأكيد على الدور الماروني في الأحداث، كمحاولة لإثبات حضور الطائفة المبكر في كسروان. وبهذه الطريقة، يمكن وصف تخلي الموارنة عن المنطقة في أعقاب الحملات بأنه "نفي قسري"، كما يمكن وصف الاستيطان الماروني في كسروان في القرنين السادس عشر والسابع عشر بمثاية "عودتهم". من ناحية أخرى، يرى بيضون روايات الحملات- التي كتبها المؤرخون اللبنانيون الشيعة المعاصرون- والتي تؤكد على دفاع المسلمين الشيعة عن استقلال الجبال عن المماليك، كجزء من محاولة؛ لدعم اعتماد الشيعة كمجتمع لبناني أساسي. يكتب المؤلفون السنة اللبنانيون عمومًا عن الحملات من موقف مؤيد للمماليك، ويرون فيها سعي الدولة الإسلامية الشرعية؛ لدمج جبل لبنان في العالم الإسلامي، بينما يكتب المؤلفون الدروز مع التركيز على الارتباط المستمر للطائفة الدرزية بجبل لبنان والدفاع عن استقلاله العملي.
1. 1 2  Harris 2012، صفحة 56.
2. 1 2 3  Harris 2012، صفحة 42.
3. ↑  Harris 2012، صفحة 5.
4. ↑  Harris 2012، صفحات 39–40.
5. ↑  Reilly 2016، صفحات 13–14.
6. ↑  Reilly 2016، صفحات 13–15.
7. ↑  Reilly 2016، صفحة 15.